# 13830 ARLT
13830 ARLT eller 1999 XM7 är en asteroid i huvudbältet som upptäcktes den 4 december 1999 av den amerikanske astronomen Charles W. Juels vid Fountain Hills-observatoriet. Den är uppkallad efter det optiskateleskopet Automatic Radio-Linked Telescope (ARLT).
Asteroiden har en diameter på ungefär 6 kilometer och den tillhör asteroidgruppen Agnia.